# Konkurs Wsadów PLK 2010
Konkurs Wsadów PLK 2010 – konkurs wsadów, odbywający się 10 lutego 2010 w Lublinie, podczas Meczu Gwiazd PLK 2010. Zwycięzcą został Amerykanin Eddie Miller, który w finale pokonał rodaka Quintona Daya, który zastąpił kontuzjowanego Lawrence Kinnarda.

## Rozgrywka

### Uczestnicy
- Aleksander Perka
- Harding Nana
- Quinton Day
- Eddie Miller

#### Sędziowie
- Igor Griszczuk
- Jacek Jakubowski
- Leszek Maria Rouppert
- Marek Lembrych
- Włodzimierz Wysocki

### Rundy

#### Eliminacje
| Miejsce | Zawodnik         | Głosy |
| ------- | ---------------- | ----- |
| 1.      | Eddie Miller     | 48    |
| 2.      | Quinton Day      | 39    |
| 3.      | Aleksander Perka | 38    |
| 4.      | Harding Nana     | 17    |

#### Finał
| Miejsce | Zawodnik     | Głosy |
| ------- | ------------ | ----- |
| 1.      | Eddie Miller | 94    |
| 2.      | Quinton Day  | 82    |